# Mireille Colson
Mireille Colson, née le 16 décembre 1977 à Louvain, est une femme politique belge, membre de la Nieuw-Vlaamse Alliantie (N-VA).

## Biographie
Mireille Colson nait le 16 décembre 1977 à Louvain.
Aux élections législatives fédérales de 2024, Mireille Colson est élue à la Chambre des Représentants.